# サードウェーブ
株式会社サードウェーブ（英: THIRD WAVE CORPORATION）は、「ドスパラ（DOSPARA）」の商号で日本全国にパソコンショップチェーンを展開する企業である。
2012年8月に、旧・株式会社サードウェーブから分割して、パソコンの製造事業を行う株式会社サードウェーブデジノス（英称：Thirdwave Diginnos Co., Ltd.）、法人向けコンピューター機器等の製造・販売事業を行う株式会社サードウェーブテクノロジーズ（英称：Thirdwave Technologies Co., Ltd.）、パソコン販売ショップチェーン・通販サイト「ドスパラ（DOSPARA）」運営の株式会社ドスパラ（英称: Dospara Co., Ltd.）の計3社が設立されたが、再統合される。じゃんぱら（旧社名：サードウェーブエクスチェンジ）は、発足当初関係会社だったが、現在は独立した後2021年12月にソフマップの子会社になっている。

## 概要
創業当時は秋葉原路地裏の小型店舗で、海外メーカーのパソコンを販売した。1992年にPC/AT互換機が普及すると、海外メーカーのPCパーツを輸入販売して屋号も「DOS/Vパラダイス」とした。のちに国内各地に店舗を設けて2003年に屋号を「ドスパラ」と改めた。2012年に事業ごとの会社に分割し、「ドスパラ」は株式会社ドスパラが運営したが2018年に再統合した。

## 主たる事業

### パソコン製造事業
「ホワイトボックスビルダー」として、BTOパソコンを国内で生産している。
デスクトップ、ノート共にローエンド、ミドルレンジ、ハイエンドに区分し、メモリ容量などをカスタマイズする。動画編集やCG制作、3D CADやオンラインゲームなどのグラフィックスワークステーション用途を想定した「ガレリア(GALLERIA)」や企業向けのハイエンド製品群である「raytrek」など負荷が高い作業に特化したモデルもある。

### 法人向け事業
旧・テクノロジーズから継ぐ事業で、ハードウェアのソリューションベンダーとして法人へサーバやワークステーションを販売する。PCやサーバの仕様を1台から受注するなど企画営業を得意とし、CentOSやDebianなどLinuxの動作を保証するサーバや、個別に応需したパソコンを販売する。データセンタへ消費電力が低い製品、大学や研究機関へCUDA技術を採用した製品、など特化して製品開発を進めている。
日本棋院に協賛しており、棋譜の自動記録システム「KIFU361」で使われるサーバを提供している。

### パソコン販売事業

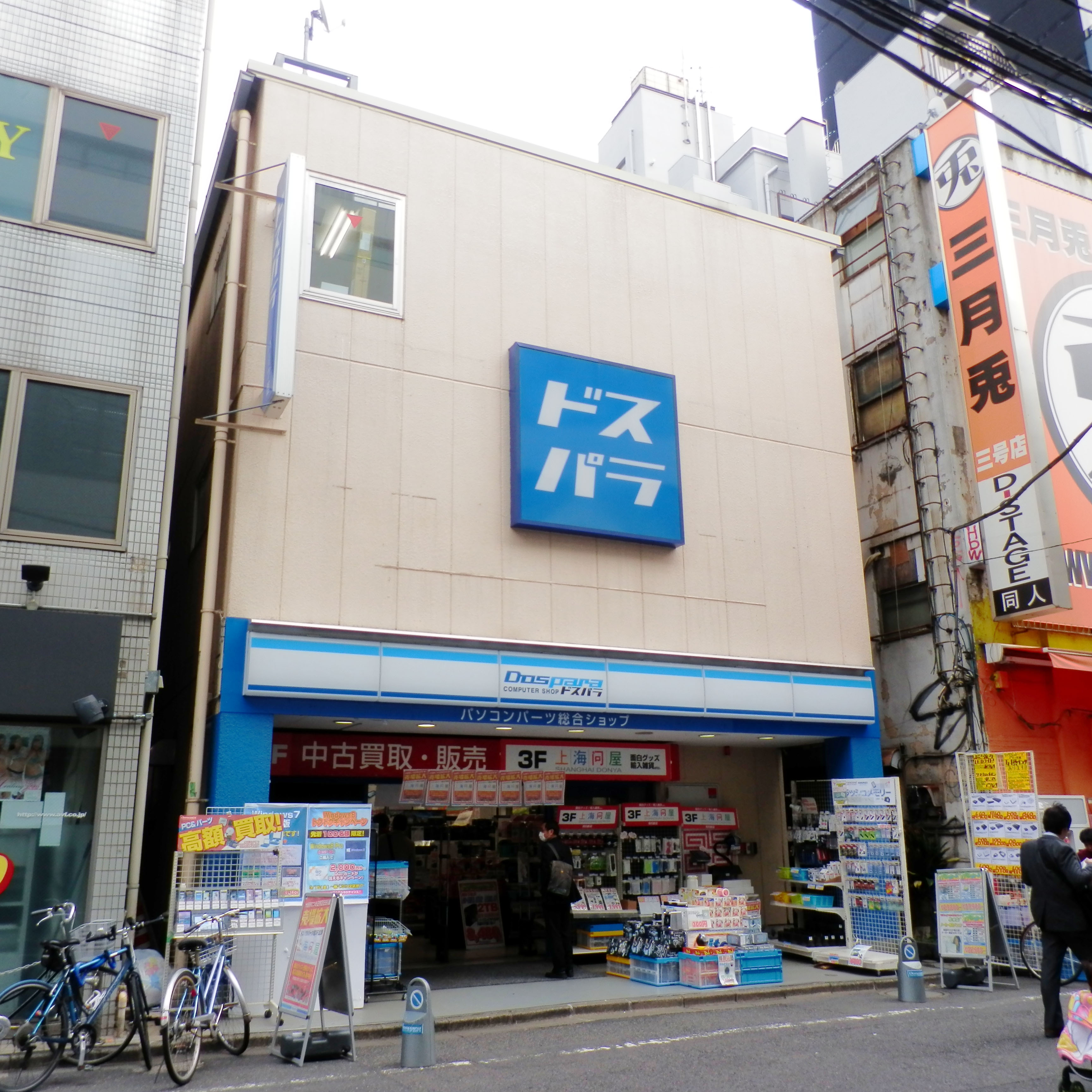
ドスパラパーツ館（2013年）

「ドスパラ」の店舗と通信販売サイトを運営する。
パソコン、パーツ、周辺機器など国内外商品を販売しており、ビデオカードはPalitと代理店契約を結んでいる。パソコンは「パソコン製造事業」を参照。
2012年8月から、正午までに受け付けた通販サイトの注文を当日中に配達するサービスを開始した。2018年2月現在で全国主要都市の22店で提供する。

### PCアクセサリー・知育玩具販売事業
株式会社エバーグリーンの事業をドスパラが展開するも、サードウェーブが吸収合併した。
各国の便利な商品やユニークな商品を販売する。IT周辺機器や家電製品を中心に、有名ブランド、知育玩具など広く扱う。上海問屋や通販サイトのダイレクトーキョーを運営する。2013年7月31日にサードウェーブが吸収合併する。

### 携帯機器端末リユース事業
リプロ電子株式会社が運営する。
携帯端末のデータ消去、下取り、買取り「Re-secure（リセキュア）」サービス、リユース製品「REPROX（リプロックス）」など、環境を配慮した事業をすのだ

## 沿革
- 1984年 - コンピュータ関連機器販売を主目的に資本金500万円で創業し、秋葉原電気街でパソコンショップを開店する。
- 1988年 - パソコンレンタル事業を開始する。
- 1992年 - 店名を「DOS/Vパラダイス」 としてDOS/Vパソコンを発売する。
- 1993年 - 「DOS/Vパラダイス」 を秋葉原や大阪などへ広げる。
- 1994年 - 関連会社で中古パソコンの買取・販売店を開業する。
- 1998年 - 秋葉原・大阪・名古屋など主要店舗で通信販売を開始する。
- 2000年 - 通信販売を統合してインターネット通販サイトを設ける。法人事業部を開設して東京と大阪で開業する。
- 2003年 - 店名を「DOS/Vパラダイス」から「ドスパラ」へ改める。
- 2004年 - 名古屋地区に法人事業部署を開設する。
- 2008年 - 持株会社に組織を改める[8]。
- 2010年 - 店舗を大型に改装して近隣店舗を併合し、全国23店に集約する。
- 2011年 - 秋葉原に日本最大規模のPCパーツショップ「ドスパラ パーツ館」[9][補足 1]を開店する。
- 2012年
  - 8月 - PCの製造事業、小売事業、法人向け販売の各事業を分割してそれぞれを、株式会社サードウェーブデジノス、株式会社ドスパラ、株式会社サードウェーブテクノロジーズとする。
- 2013年
  - 1月 - 通販サイト上海問屋の実店舗をドスパラ秋葉原店に開く。上海問屋の商品をドスパラ全店で扱う[10]。
  - 7月31日 - 株式会社エバーグリーンを株式会社ドスパラが吸収合併[11]する。
- 2015年
  - 4月1日 - 株式会社ドスパラと株式会社サードウェーブテクノロジーズが合併[12]する。
- 2018年
  - 2月1日 - 株式会社ドスパラと株式会社サードウェーブデジノスをサードウェーブに統合[13]し、放射線測定器関連事業を東洋メディックに譲渡[14]する。

## 事業所
- 綾瀬本社工場 - 神奈川県綾瀬市早川
- 海老名事業所 - 海老名市中央
- 平塚物流センター - 平塚市大神
- 海外子会社事業
  - 株式会社SDGs(100%出資) - ウクライナ・農業事業
  - Thirdwave & Khoshin Inc. - フィリピン・住宅分譲事業

## 不祥事
2018年、ドスパラで16万円分のパソコン部品を購入した客が初期不良の修理を依頼すると「弊社では不具合が発生していないため、お客様環境に起因している可能性がございますので今一度お客様環境の見直しをお願い申し上げます」と回答した。 
購入者が不具合の再現を確認して買取り査定を依頼すると、「動作不安定・負荷時にノイズ、フリーズ、勝手に再起動」の判定で買取金額210円と査定され、入金手数料を差し引いた実質は10円となった。  
後日、ドスパラはサポート部門が再検証で不具合を確認したとして新品に交換した。 
サードウェーブの広報は「お客様に不愉快な思いをさせてしまった事実を重く受け止め、全社を挙げて信頼回復に努めて参る所存です。ご心配をおかけし誠に申し訳ございませんでした」と謝罪して「サポート部門、買取り部門それぞれで同様の検査をしておりますが、PC関連製品の性格上、不具合が恒常的に発生するケースと特定の環境下や時間的経過でのみ偶発的に発生する場合がございます。残念ながら今回のケースは後者のケースであったと考えられます」と説明し、検査方法を見直すなど再発防止に努める、と取材に応じた。

## イベント協力タレント
- プリマベーラ
- 古谷徹
- 有野いく
- 村井理沙子

## 補足
1. ↑  2010年11月29日に、株式会社T・ZONEストラテジィよりT・ZONEストラテジィのPC関連製品販売事業の資産譲渡を受けることで、同社と基本合意。資産譲渡の本契約成立後の「T-ZONE. PC DIY SHOP」の跡地に「ドスパラ パーツ館」が開店した
（MAGねっと、T・ZONEの資産をサードウェーブに譲渡,Impress Watch,2010年11月29日）